# インド人民党
インド人民党（インドじんみんとう、英語: Bharatiya Janata Party, 略称：BJP, ヒンディー語: भारतीय जनता पार्टी, 略称：भाजपा、英語訳：Indian People's Party）は、インドの政党。1998年から2004年までアタル・ビハーリー・ヴァージペーイー（バジパイ）を首相に同党中軸の国民民主同盟（National Democratic Alliance：NDA）連立政権を率いた。2014年からナレンドラ・モディ政権の与党。モディが属する人民党はヒンドゥー教の規範を統治原理にし、日本では「ヒンドゥー至上主義政党」と呼ばれている。略称のBJPは、「Bharatiya（インドを示す古来の名称）Janata（人民）Party」の頭文字である。
党の基盤となっているのが、国父ガンジーの暗殺者、ナトラム・ゴドセを輩出したヒンドゥー至上主義の極右・ファシスト団体民族義勇団（RSS）であり、モディもこのRSSの元活動家である。また、RSSはアドルフ・ヒトラー及びナチス・ドイツを踏襲しているとされる。
現在の党員数は1億人を超え、中国共産党を上回る世界最大の政党である。

## 基本姿勢
ヒンドゥトヴァとインテグラル・ヒューマニズムを掲げているヒンドゥー至上主義政党でイスラム教やキリスト教をインドの価値観に合致しないとして批判するが、シヴ・セーナーに比べ穏健である。保守政党であるが、政教分離やカースト解消などには基本的に賛成である。
BJPの支援団体として、2つのヒンドゥー至上主義組織、ラーシュトリーヤ・スワヤンセーヴァク・サング（民族義勇団：RSS）とヴィシュヴァ・ヒンドゥー・パリシャド（世界ヒンドゥー協会：VHP）とスワデーシー運動の団体スワデーシー・ジャガラン・マンチ（SJM）がある。

## 歴史

### 発足まで
インドでは独立以来インド国民会議派（コングレス）が一党優位制を維持していたが、一方で民族義勇団に代表されるヒンドゥー至上主義の流れも根強く1951年にインド大衆連盟を結成。ラージャスターン州・マハーラーシュトラ州・マディヤ・プラデーシュ州・ウッタル・プラデーシュ州など主に北西部で支持を集めていた。
その一方で1970年代から、各地での地域政党の勃興や会議派内の汚職、インディラー・ガーンディー時代の強権政治への不信感などにより会議派政権の支持が揺らぎ始めていた。1977年のローク・サバー（下院）総選挙を前に大衆連盟は、会議派の反主流派や地方分権主義者・社会主義者の集合体だったローク・ダルと急遽合体してジャナタ党（人民党の意）を結成。ジャナタ党は選挙に勝利しモラルジー・デーサーイー政権を樹立したが、野合した政党だったため政権獲得後に分裂し崩壊した。そこでヒンドゥー至上主義を明確にし「ヒンドゥットゥヴァに基づくジャナタ党」として再建されたのが、現在のインド人民党である。こうした経緯からまれにインド・ジャナタ党と日本語訳されることがある。

### 党勢の急伸
1984年のローク・サバー総選挙では2議席にとどまったが、1989年にはラール・クリシュナ・アードヴァーニー総裁の下で一挙に85議席を獲得し躍進、旧ジャナタ党の中道・左派を源流とするジャナタ・ダル主導の連立政権に共産党などと連携して閣外協力。1991年の総選挙でも120議席に前進、1996年総選挙ではついに161議席を獲得して第一党となり、ジャナタ党政権で外相だった党の有力者アタル・ビハーリー・ヴァージペーイーが大統領から組閣を要請され首相に就任。だが、この時は反対勢力の結束・抵抗によってローク・サバーの信任を受けられず、わずか13日の束の間の政権に終わった。

### 政権樹立
しかし1998年の総選挙で再び最多議席となる182議席を獲得し、今度は他の政党と連立に成功、ヴァージペーイー首相のもと新たに形成した国民民主同盟連立政権の中核として中央政治のトップに上り詰めた。また政権掌握直後に核実験を実施し世界中を驚かせた。1999年の総選挙でも183議席（国民民主同盟各党派の合計では303議席）を獲得し政権維持に成功した。
このBJP主導の連立政権下で、それ以前の1991年、ナラシンハ・ラーオ国民会議政権時代から当時のマンモーハン・シン財務相の下で本格的に開始された経済自由化政策が積極的に推し進められた。IT（情報技術）産業の急成長を軸にアメリカ主導のグローバリゼーションを推進する傾向が強かった。

### 下野
だが2004年のローク・サバー総選挙では経済発展に沸くインドを謳った"シャイニング・インディア"をスローガンに大々的な選挙キャンペーンを行ったものの、大方の予想に反し138議席の獲得に留まり第2党に後退、ソーニヤー・ガーンディー率いるインド国民会議を中心とした統一進歩同盟（United Progressive Alliance：UPA）に政権を奪われ、マンモーハン・シン首相の誕生を許すに至った。自由化の恩恵が未だ行き渡らないまま"India Shining"のようなキャンペーンを展開したことで、かつてBJP支持層であった国民の予想以上の支持離れを招いたものとみられている。2009年のローク・サバー総選挙でも議席を減少させ116議席にとどまり、政権奪還はならなかった。
2013年の党総裁はラージナート・シン（2013年1月就任）。

### 2014年インド総選挙
2014年の総選挙前に、ナレンドラ・モディがインド人民党選挙運動委員会会長就任。選挙後の党指導者の座を確実にした。選挙ではインド国民会議を下野させ、インド人民党が圧勝。久々の政権奪取を確実なものとしたが、上院の議席保有率は2割程度しかないため法案を単独で通す能力は無く、他党の協力が模索されている。

### 新型コロナウイルス流行時
2020年に新型コロナウイルスがインド国内にて感染拡大した際、ヒンドゥー至上主義を掲げる国政与党（インド人民党）には、イスラム教徒がウイルスを利用して「コロナジハード（聖戦）」を仕掛けていると主張した政治家も現れた。また、「イスラム教徒はヒンドゥー教徒を攻撃するためにウイルスを広めた」という投稿やイスラム嫌悪を煽る画像の拡散がSNS上で相次いだ。一部地域では、イスラム教徒の立ち入りも制限されるなどの嫌がらせが発生するなどの問題が起こった。

## 選挙結果
| 年   | 党首                                 | 獲得議席数 | 増減 | 得票率 |
| ---- | ------------------------------------ | ---------- | ---- | ------ |
| 1984 | ラール・クリシュナ・アードヴァーニー | 2 / 533    | 2    | 7.74   |
| 1989 | ラール・クリシュナ・アードヴァーニー | 85 / 545   | 83   | 11.36  |
| 1991 | ラール・クリシュナ・アードヴァーニー | 120 / 545  | 35   | 20.11  |
| 1996 | アタル・ビハーリー・ヴァージペーイー | 161 / 545  | 41   | 20.29  |
| 1998 | アタル・ビハーリー・ヴァージペーイー | 182 / 545  | 21   | 25.59  |
| 1999 | アタル・ビハーリー・ヴァージペーイー | 182 / 545  | 0    | 23.75  |
| 2004 | アタル・ビハーリー・ヴァージペーイー | 138 / 543  | 44   | 22.16  |
| 2009 | ラール・クリシュナ・アードヴァーニー | 116 / 543  | 22   | 18.80  |
| 2014 | ナレンドラ・モディ                   | 282 / 543  | 166  | 31.34  |
| 2019 | ナレンドラ・モディ                   | 303 / 543  | 21   | 37.46  |
| 2024 | ナレンドラ・モディ                   | 240 / 543  | 64   | 36.56  |

## 批評
国連人権審査は、人民党が人権活動家、ジャーナリスト、平和的なデモ参加者を訴追しており、宗教的少数派への攻撃とその為の扇動、差別、ヘイトスピーチを発生させているとして警告している。
元共同通信記者の田中宇は、ヒンドゥーナショナリズムについて危険な側面も指摘するが、「BJPやモディのやり方は、印度を強くする手っ取り早い方法であるのも事実」と評価している。